# ホングー県

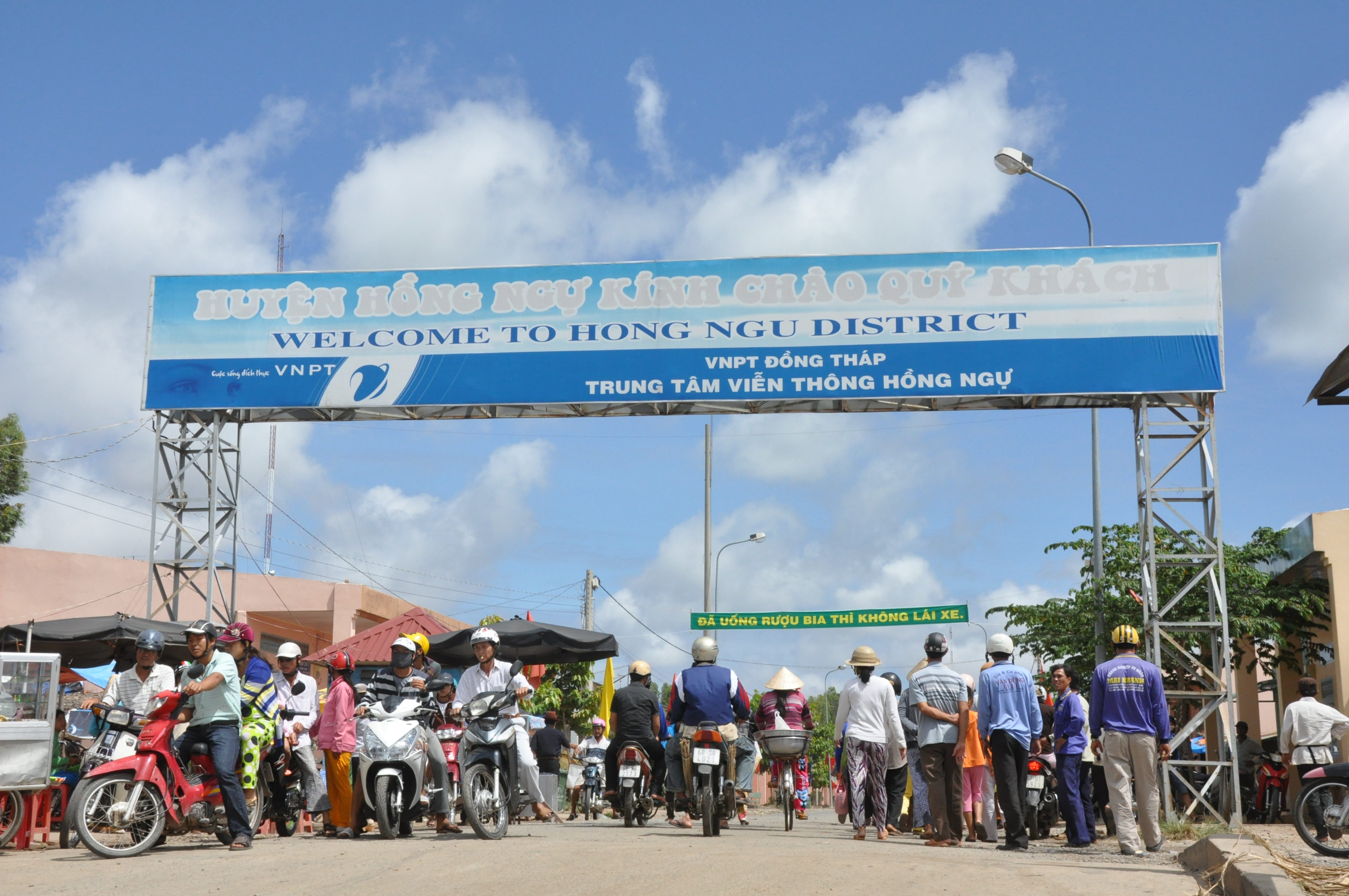
街の看板

ホングー県（ホングーけん、ベトナム語：Huyện Hồng Ngự / 縣雄禦?）は、ベトナム社会主義共和国ドンタップ省の県。面積は209.73km²、人口は120,571人（2019年）である。

## 行政区画
1市鎮9社から構成される。